# Chongqing Tongliang Long FC
Der Chongqing Tongliang Long Football Club (chinesisch 重庆铜梁龙足球俱乐部) ist ein chinesischer Fußballverein aus Chongqing. Aktuell spielt der Verein in der zweiten Liga, der China League One.

## Geschichte
Der Verein wurde im Dezember 2021 gemeinsam vom städtischen Fußballverband Chongqing und der Bezirksregierung Tongliang gegründet. 2023 wurde der Klub Meister der dritten Liga und stieg somit in die zweite Liga auf.

## Erfolge
- Chinesischer Drittligameister: 2023  ▲

## Stadion
Der Verein trägt seine Heimspiel im Tongliang Long Stadium in Tongliang, einem Stadtbezirk von Chongqing, aus. Das Stadion hat ein Fassungsvermögen von 20.000 Personen.

## Trainerchronik
| Trainer | Nation              | von           | bis |
| ------- | ------------------- | ------------- | --- |
| Lin Lin | Volksrepublik China | 1. April 2022 |     |